# كاستنوسبيرمين
كاستنوسبيرمين (بالإنجليزية: Castanospermine)‏ هوَ إيندوليزيدين قلوي تم عزله للمرة الأولى من بذور كستناء خليج مورتون (كاستنوسبيرموم)، وهو مُثبط قوي لبعض إنزيمات غلوكوسيديزات، كما لهُ نشاط مضاد للفيروسات في المختبر وفي نماذج الفئران.
يؤدي الكاستنوسبيرمين إلى تكوين سيلجوسيفير.